# 楓站
楓站（日语：／ Kaede eki */?）是一曾存在於日本北海道夕張市境內的鐵路車站，廢站前原是夕張線登川支線上的車站。石勝線開通後改走新線，登川支線因此被廢除。

## 历史

### 初代車站
- 1907年（明治40年）5月16日 - 夕張線紅葉山（今日的新夕張）～楓間開始營業，設立楓貨物取攜所（楓貨物取扱所）。
- 1909年（明治42年）7月10日 - 開始辦理旅客業務。改稱為楓站
- 1911年（明治44年）12月 - 三井礦山専用線（楓～登川）通車。
- 1916年（大正5年）7月11日 - 接收三井礦山専用線，楓～登川間的延伸路段啟用。車站前分歧出新線，成為折返式的車站。
- 1962年（昭和37年） - 車站站房發生火災。同年新站房修築完成。
- 1967年（昭和42年）1月 - 為了適當使用楓礦，禁止運送煤炭，車站移往本線上，廢止初代楓站。

### 第2代車站
- 1967年（昭和42年）1月 - 因車站移往本線，折返式鐵路消失，並設立1面1線的側式月台。
- 1981年（昭和56年）5月25日 - 廢止貨物業務，降為無人車站（簡易委託車站化）
- 1981年（昭和56年）7月1日 - 石勝線開通後和登川支線區間重複，因此登川支線廢線，第二代楓站也一同廢站。

### 第3代車站(號誌站)
請參考楓號誌站。

## 車站周邊
以前附近為北炭真谷地煤礦楓坑，因此存在許多與開礦相關的設施和大面積的煤礦住宅（炭鉱住宅）。
- 夕張鐵道（夕鐵巴士）「楓生活館」站牌

## 鄰近車站
日本國有鐵道
夕張線（登川支線）
紅葉山（今新夕張） - 楓站 - 登川

## 外部連結
- I love Switch Back （页面存档备份，存于）（有初代楓站折返式的配置圖）